# Нова демократія (теорія)
Нова демократія (кит.: 新民主主义) — ідеологічна концепція в маоїзмі, побудована на основі досвіду Першої російської революції 1905—1907 рр. і багаторічного досвіду китайської революційної боротьби.
Соціально-економічне життя в Китаї до революційного періоду характеризувалася тотальною залежністю від американського компрадорського капіталу та напівфеодальним закріпленням селянства. Таке ж положення спостерігалося в багатьох країнах Африки, Азії та Латинської Америки. Для них шлях до соціалістичної революції лежав через національно-визвольну та демократичну революцію. Мао Цзедун, розвиваючи положення Леніна про революційно-демократичну диктатуру робочих і селян, створив теорію нової демократії, як перехідного (до соціалізму) суспільного ладу. Новодемократичний устрій характеризується розвитком капіталістичного сектору нарівні з соціалістичним упором на останній і поступовим тиском на перший та його скороченням і класичною диктатурою союзу всіх революційних і демократичних сил (пролетаріат, селянство, дрібна буржуазія, національна буржуазія), на чолі яких стоїть пролетаріат.